# Vil'shanka
Vil'shanka  (ucraniano: Вільшанка) es una localidad del Raión de Podilsk en el Óblast de Odesa de Ucrania. Según el censo de 2001, tiene una población de 990 habitantes.